# Hirofumi Nakasone

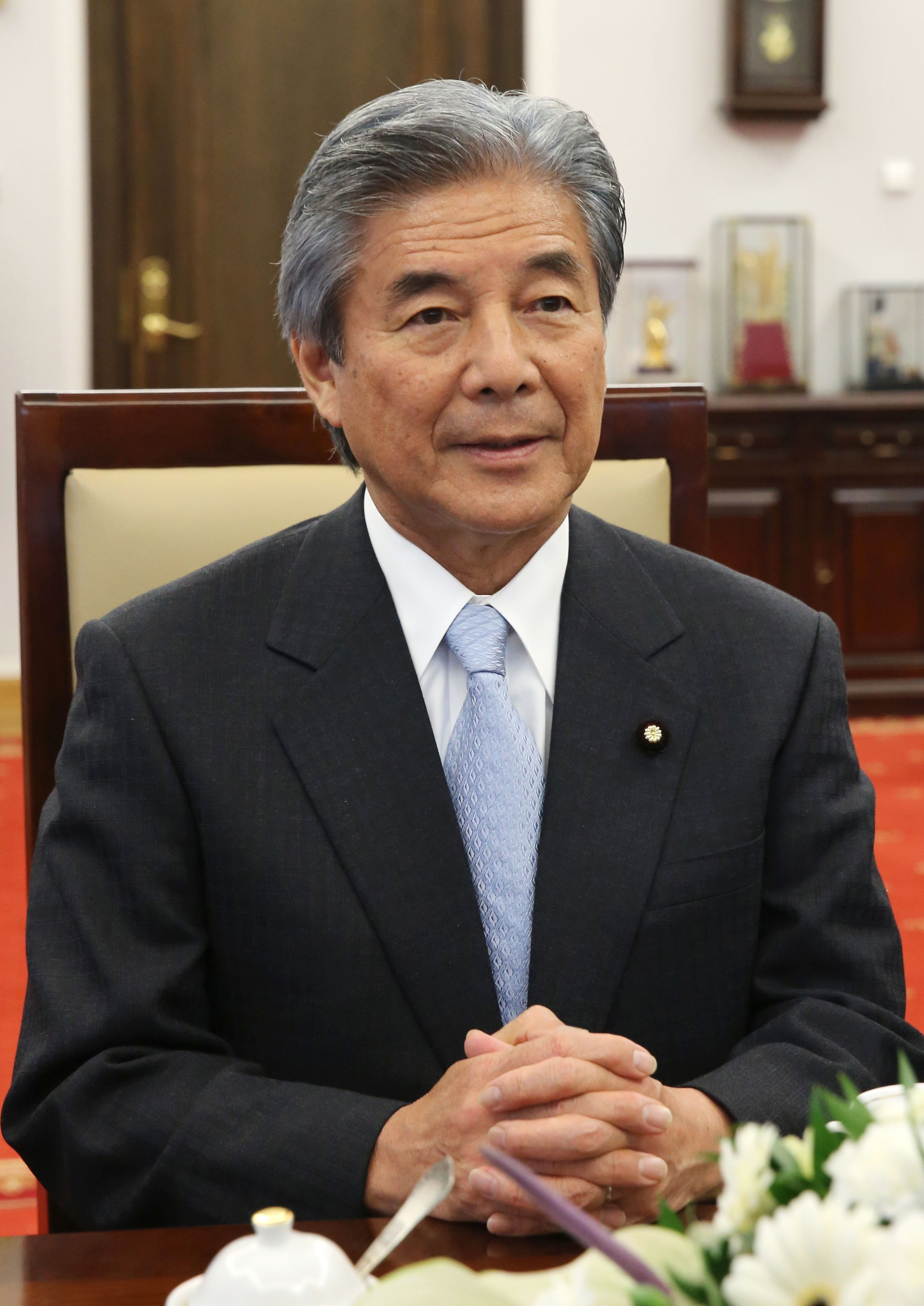
Hirofumi Nakasone, 2015

Hirofumi Nakasone(中曽根 弘文 Nakasone Hirofumi, 28 de noviembre de 1945 en Takasaki, Gunma) es un político japonés, hijo del ex primer ministro Yasuhiro Nakasone. Trabajó como ministro para Asuntos Exteriores hasta septiembre del 2009. También, fue ministro de Educación en el mandato de Yoshirō Mori. 
A principios de octubre de 1999 fue designado por el primer ministro Keizō Obuchi, Presidente de la Agencia de Ciencia y  Tecnología. El 24 de septiembre de 2008, bajo el Gabinete de Taro Aso, fue nombrado ministro de Asuntos Exteriores.

## Biografía e inicios de trayectoria
Nació en  la Prefectura de Gunma en el año de 1945 y estudió la carrera de Empresas y Comercio en la Universidad de Keio.
Recién egresado trabajó durante un tiempo en Asahi Kasei,una empresa de manufacturación de productos químicos, y después se convirtió en el asistente del  Primer ministro Yasuhiro Nakasone y Secretario del Presidente del Partido Democrático Liberal.
Desde 1986 ha sido miembro de la Cámara de Consejeros.

## El revisionismo y las 'mujeres de consuelo'
Nakasone está afiliado a la organización abiertamente revisionista Nippon Kaigi.  Su propio padre Yasuhiro Nakasone se le ha acusado de haber organizado una 'estación de consuelo" en 1942, un lugar de reclutamiento en donde mujeres eran forzadas a tener sexo con los militares. Hirofumi Nakasone estableció una comisión cuyo objetivo es considerar "medidas concretas para restaurar el honor de Japón respecto al asunto de mujeres de consuelo ."

## Reconocimientos
- México - Bandas del Orden del águila azteca